# 尾形兵太郎

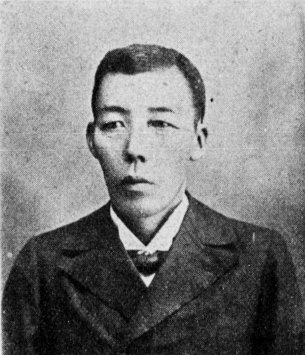
尾形兵太郎

尾形 兵太郎（おがた ひょうたろう、嘉永4年11月14日（1851年12月6日） - 昭和9年（1934年）1月4日）は、衆議院議員（憲政本党）、弁護士。

## 経歴
岡山藩士尾形徳蔵の長男として岡山城下上内田町（現在の岡山市北区）に生まれる。岡山藩藩学で漢学を学んだ後、1865年（元治2年）に岡山兵学館に入り、洋式兵学を学んだ。1870年（明治3年）、兵学三等教授に就任するが、翌年の廃藩置県で藩兵が廃止されるとともに、兵学館も閉鎖となった。1876年（明治9年）、代言人制度の発足とともに代言人の免許を取得し、岡山で開業した。翌年、神戸に移り、さらに1881年（明治14年）に大阪に移った。
憲政本党に入党し、機関紙『関西週報』の発行にあたった。1900年（明治33年）には憲政本党評議員に就任した。1902年（明治35年）、第7回衆議院議員総選挙に出馬し、当選。合計で3期務めた。
その後、江州紡績株式会社・大生土地株式会社・信貴生駒自動車株式会社などの取締役を務めた。